# Power of Expression
Power of Expression war eine deutsche Metal-Band aus Dortmund, die im Jahr 1994 gegründet wurde.

## Geschichte
Die Band wurde im Jahr 1994 gegründet, nachdem Mitglieder der Hardcore-Band Urge zusammen mit dem Morgoth-Sänger Marc Grewe das komplette Album The Power of Expression von Bl’ast auf einem Konzert coverten. Das Label Lost & Found wurde auf die Band aufmerksam, worüber die Lieder als Album erschienen. Nach weiteren Auftritten entwickelte die Band eigene Lieder. Danach folgten weitere Touren. Im Jahr 1995 erschien zunächst die EP Water als Vorgeschmack auf das kommende Album. Jenes, X-Territorial betitelt und eigenes Material beinhaltend, folgte in den ersten Januartagen des Jahres 1996 über Century Media. Es wurde vom Rock Hard zum Album des Monats gewählt. Der Veröffentlichung folgten Auftritte unter anderem zusammen mit Bolt Thrower und Stuck Mojo. Die Band hat sich inzwischen aufgelöst.

## Stil
Die Band spielte Thrash Metal, der mit Hardcore im Stil von Bands wie Gang Green und Pro-Pain vermischt wurde. Das Branchenorgan MusikWoche ordnete die Musik dem Hardcore zu, den Gesang allerdings dem Death Metal. Das Ox-Fanzine vergleicht die Band mit Gruppen wie Pantera und Biohazard.

## Diskografie
- 1994: The Power of Expression (Album, Lost & Found)
- 1995: Water (EP, Century Media)
- 1996: X-Territorial (Album, Century Media)